# Château de Maineuf
Le Château de Maineuf est un château français situé à Saint-Gault, dans le département de la Mayenne et la région des Pays de la Loire.  

## Désignation
- Mainneuf, 1297 (Chartrier de l'Abbaye de la Roë, fonds de la Garaudière).

## Sources et bibliographie
- « Château de Maineuf », dans Alphonse-Victor Angot et Ferdinand Gaugain, Dictionnaire historique, topographique et biographique de la Mayenne, Laval, A. Goupil, 1900-1910 [détail des éditions] (BNF 34106789, présentation en ligne)